# Parvat
Parvat è una suddivisione dell'India, classificata come census town, di 20.694 abitanti, situata nel distretto di Surat, nello stato federato del Gujarat. In base al numero di abitanti la città rientra nella classe III (da 20.000 a 49.999 persone).

## Geografia fisica
La città è situata a 21° 11' 21 N e 72° 51' 42 E.

## Società

### Evoluzione demografica
Al censimento del 2001 la popolazione di Parvat assommava a 20.694 persone, delle quali 12.235 maschi e 8.459 femmine. I bambini di età inferiore o uguale ai sei anni assommavano a 3.100, dei quali 1.678 maschi e 1.422 femmine. Infine, coloro che erano in grado di saper almeno leggere e scrivere erano 13.217, dei quali 8.724 maschi e 4.493 femmine.